# Kustrzebka fioletowawa
Kustrzebka fioletowawa (Geoscypha violacea (Pers.) Lambotte) – gatunek grzybów z rodziny kustrzebkowatych (Pezizaceae).

## Systematyka i nazewnictwo
Pozycja w klasyfikacji według Index Fungorum: Geoscypha, Pezizaceae, Pezizales, Pezizomycetidae, Pezizomycetes, Pezizomycotina, Ascomycota, Fungi.
Po raz pierwszy opisał go w 1794 r. Christiaan Hendrik Persoon, nadając mu nazwę Peziza violacea. W 1888 r. Jean Baptiste Émil Lambotte przeniósł go do rodzaju Geoscypha. Ma 8 synonimów. Niektóre z nich:
- Aleuria violacea (Pers.) Gillet 1879
- Galactinia violacea (Pers.) Svrček & Kubička 1961
- Plicaria violacea (Pers.) Fuckel 1870[2].

Polska nazwa według M.A. Chmiel. Jest niespójna z aktualną nazwą naukową.

## Morfologia
Askokarp
Typu apotecjum bez trzonu, o szerokości 0,5–3,5 cm, początkowo kuliste do lekko urnowatego, z wiekiem staje się płytko kubkowate lub prawie płaskie. Brzeg początkowo podwinięty, potem wywinięty do góry, czasem falisty. Powierzchnia zewnętrzna u młodych okazów bladolilowa, u starszych biaława do jasnobrązowej, naga lub oprószona. Powierzchnia wewnętrzna (hymenialna) naga, początkowo fioletowa, u dojrzałych okazów matowa, brązowa do czarnobrązowej. Miąższ o grubości 0,5–2,0 mm, blady, nieco przezroczysty bez wyraźnego zapachu i smaku.
Cechy mikroskopowe
Szczyty worków w odczynniku Melzera niebieskie. Askospory 13,5-15,5 × 7,5-8,5 µm, elipsoidalne, gładkie, cienkościenne, zazwyczaj jajowate, niektóre niedojrzałe zarodniki z niewyraźną
gutulą.
Gatunki podobne
Fioletową barwę tego grzyba najlepiej widać na młodych owocnikach rosnących w zacienionych miejscach, np. pod spalonymi kłodami lub skałami. Okazy wystawione na działanie promieni słonecznych szybko blakną i przybierają nieokreślony brązowy kolor i są mniej rozpoznawalne. Najbardziej podobna jest kustrzebka przeoczana (Peziza praetervisa). Aby rozróżnić te dwa gatunki niezbędne jest badanie mikroskopowe. Kustrzebka przeoczana ma zarodniki brodawkowate i w stanie dojrzałym zawierają dwie gutule.

## Zasięg występowania i siedlisko
Znane jest występowanie kustrzebki fioletowawej w Ameryce Północnej i Południowej, w Europie, Azji, Australii i na Nowej Zelandii. W Polsce M.A. Chmiel w 2006 r. przytoczyła wiele stanowisk (jako Peziza violacea), w następnych latach podano następne (także jako P. violacea).
Grzyby saprotroficzne i grzyby wypaleniskowe występujące na ziemi, zwłaszcza na spaleniskach i na spróchniałym drewnie. Jest jednym z gatunków, które masowo pojawiają się na wypaleniskach po pożarach lasów.